# Îles Amami
Pour les articles homonymes, voir Amami.
Les îles Amami (奄美群島, Amami guntō, littéralement « groupe d'îles Amami ») ou archipel Amami (奄美諸島, Amami shotō) sont un groupe d'îles de la mer de Chine orientale situé au sud-ouest du Japon. Il fait partie de l'archipel Satsunan, avec les îles Tokara et l'archipel Ōsumi au nord, et donc de l'archipel Nansei. Cet archipel est situé entre Kyūshū et Okinawa Hontō, la grande île de l'archipel d'Okinawa. Kikai-shima borde la mer des Philippines sur sa côte sud-est.

## Géographie
Amami est composé de huit îles habitées, du nord au sud :
- Amami-Ōshima: 712,39 km2 ;
- Kakeroma-jima : 77,39 km2 ;
- Yoro-shima : 9,35 km2 ;
- Uke-shima : 13,34 km2 ;
- Kikai-shima, à l'est d'Amami-Ōshima : 56,93 km2 ;
- Tokuno-shima : 247,77 km2 ;
- Okinoerabu-jima : 93,65 km2 ;
- Yoron-jima : 20,8 km2.

## Administration
Les îles Amami font partie de la préfecture de Kagoshima. Elles forment la sous-préfecture d'Ōshima (大島支庁, Ōshima shichō), divisée en deux entités :
- la ville d'Amami sur Amami-Ōshima, 46 000 habitants en 2010 ;
- le district d'Ōshima, 72 000 habitants en 2010, divisé en neuf bourgs et deux villages :
  - Tatsugō, Yamato et Uken sur Amami-Ōshima,
  - Setouchi sur Amami-Ōshima, Kakeromajima, Yoroshima et Ukeshima,
  - Kikai sur Kikai-shima,
  - Tokunoshima, Amagi et Isen sur Tokunoshima,
  - Wadomari et China sur Okinoerabujima,
  - Yoron sur Yoronjima.

## Culture
Bien que faisant aujourd'hui partie intégrante du Japon, les îles Amami ont historiquement été surtout influencée par les habitants des îles plus au sud plutôt que par les Japonais du nord. L'archipel appartenait au royaume de Ryūkyū jusqu'en 1624, date à laquelle il fut annexé par le daimyo de la province de Satsuma.
On y parle diverses langues ryukyu :
- amami du Nord sur le nord d'Amami-Ōshima ;
- amami du Sud sur le sud d'Amami-Ōshima et les îles à proximité : Kakeroma-jima, Yoro-shima et Uke-shima ;
- kikaï sur Kikai-shima ;
- toku-no-shima sur Tokuno-shima;
- oki-no-erabu sur Okinoerabu-jima ;
- yoron sur Yoron-jima.

Le lapin des îles Amami et la grive d'Amami sont endémiques de ces îles.

### Webographie
- Notices dans des dictionnaires ou encyclopédies généralistes :   - Britannica
  - Den Store Danske Encyklopædi
- Notices d'autorité :   - VIAF
  - Japon